# Euceros sensibus
Euceros sensibus är en stekelart som beskrevs av Tohru Uchida 1930. Euceros sensibus ingår i släktet Euceros och familjen brokparasitsteklar. Inga underarter finns listade i Catalogue of Life.